# Неофрегеанство
Неофрегеанство — це метаонтологічний підхід у філософії математики, що поєднує ідеї платонізму та неологіцизму. Воно фокусується на існуванні математичних об'єктів, особливо чисел, використовуючи принципи абстракції як основний інструмент для обґрунтування таких онтологічних висновків. Представники — Боб Хейл та Кріспін Райт.

## Основні положення
1. Платонізм: існують незалежні від свідомості абстрактні об'єкти.
2. Неологіцизм: математика аналітична.
3. Принципи абстракції: ключем до обґрунтування перших двох принципів є опора на принципи абстракції, такі як принцип Юма.[1]

## Основна ідея
Неофрегеанці відмовляються від куайнівського підходу, де центральну роль у онтології відіграє квантор існування. Натомість вони зосереджуються на мові та сингулярних термінах. Згідно з тезисом синтаксичного пріоритету, об'єктом вважається все, що може бути позначено сингулярним терміном у межах істинних тверджень. Наприклад, твердження «Ейфелева вежа була побудована у XIX столітті» є істинним, отже, сингулярний термін «Ейфелева вежа» позначає об'єкт.

## Принцип Юма
Принцип Юма є центральним для неофрегеанської позиції й формулюється так: Число F дорівнює числу G, якщо й лише якщо F і G рівночисельні. Цей принцип дозволяє переходити від тверджень про рівночисельність до тверджень про існування чисел. Наприклад:
1. Вилки і ложки на столі рівночисельні.
2. Число вилок дорівнює числу ложок.
3. Отже, числа існують.[1]

## Методологія
Неофрегеанці вважають, що через принципи абстракції можна обґрунтовано вводити нові поняття й об'єкти. Це дозволяє уникати глибоких метафізичних дискусій, натомість зосереджуючись на аналізі мови й концептуальної істини.

### Критика та паралелі
Неофрегеанський підхід критикується за залежність від мовних конструкцій і можливу недостатню онтологічну глибину. Однак він знаходить паралелі з легкою онтологією Емі Томассон, де концептуальна компетентність використовується для тривіального розв'язання онтологічних питань. Томассон вважає неофрегеанство частковим випадком її теорії, оскільки принципи абстракції обмежені лише абстрактними об'єктами.